# Relaciones Andorra-Perú
Las relaciones Andorra-Perú (en catalán: Relacions Andorra-Perú) son las relaciones internacionales entre el Principado de Andorra y la República de Perú.

## Historia
Las relaciones bilaterales entre Andorra y Perú se establecieron formalmente el 3 de junio de 1997. Sus relaciones bilaterales se han circunscrito a sus contactos en las Naciones Unidas y la Organización de Estados Iberoamericanos. Andorra ha cooperado con Perú en la investigación del caso Odebrecht.
En 2008 Perú estableció un consulado honorario en Andorra la Vieja, encabezado por el español Gerardo Gutiérrez.

## Misiones Diplomáticas
- Andorra no cuenta con representaciones diplomáticas ni consulares en Perú.[5]
- La embajada de Perú en España concurre representación diplomática a Andorra.[5][2][6]